# Brzęczak agrestowiec
Brzęczak agrestowiec (Nematus leucotrochus) – gatunek błonkówki  z rodziny pilarzowatych i podrodziny Nematinae.
Gatunek ten opisany został w 1837 roku przez Theodora Hartiga.
Dorosłe osiągają 6–7 mm długości ciała. Ich głowa, tułów i nasada odwłoka są głównie czarne, a reszta odwłoka jest żółtawopomarańczowa. Czułki są w całości czarniawe. Połyskujące skrzydła mają brązowawe żyłki.
Jaja są owalne, długości około 1,25 mm, ubarwione żółtawobiało. Larwa jest zielona z żółtawym pierwszym segmentem tułowia i dwoma ostatnimi segmentami odwłoka. Czarne jest delikatne upstrzenie zielonej głowy oraz małe, zaopatrzone w szczecinkę wzgórki na wierzchu ciała (pinakule). W pełni wyrośnięta larwa mierzy do 15 mm długości. Przedpoczwarka jest jasnozielona z żółtawym wzorem i zielonkawobrązową głową, zamknięta w brązowym kokonie o długości od 8 do 9 mm.
Larwy są foliofagami. Do ich roślin żywicielskich należą: leszczyna pospolita, porzeczka zwyczajna, porzeczka czarna oraz agrest. W przypadku tego ostatniego larwy są notowane jako szkodniki, jednak o pomniejszym znaczeniu. Gatunek ten ma jedno pokolenie rocznie. Dorosłe pojawiają się w maju i przeżywają około dwóch tygodni. Samice składają jaja na spodniej stronie liści, wzdłuż nerwów głównych, zwykle po jednym na liść, a maksymalnie po trzy. Larwy wykluwają się po 10 do 14 dniach i początkowo wygryzają dziurkę w blaszce liściowej, by po kilku dniach osiągnąć brzeg liścia. Ostatecznie doprowadzają do zeszkieletowania liścia. Larwy samców przechodzą 4, a samic 5 wylinek i w czerwcu, po około 2–3 tygodniach żerowania opadają na glebę. Tam przechodzą w stadium przedpoczwarki i przędą kokon, w którym zimują. Przepoczwarczają się na wiosnę.
Gatunek szeroko rozprzestrzeniony w środkowej i północnej części Europy.